# وسیوکس ان ورکرس
وسیوکس ان ورکرس (به فرانسوی: Vassieux-en-Vercors) یک کمون در فرانسه است که در Canton of La Chapelle-en-Vercors واقع شده‌است.

## خصوصیات
وسیوکس ان ورکرس ۴۸٫۲۵ کیلومترمربع مساحت و ۳۵۱ نفر جمعیت دارد و ۱٬۰۴۸ متر بالاتر از سطح دریا واقع شده‌است.